# Almost Doesn’t Count
«Almost Doesn’t Count» — песня американской соул-исполнительницы Брэнди из её второго студийного альбома Never Say Never (1998).
Она была написана Шелли Пейкен и Guy Roche. Atlantic Records обратилась к Фреду Джеркинсу III с просьбой переделать песню, чтобы она более соответствовала общему звучанию альбома. Впоследствии он разделил продюсерские полномочия с Guy Roche. Поп- и R&B-баллада, сочетающая в себе элементы кантри, включает в себя риффы с латинским привкусом. Слова песни основаны на отношениях, которые Пейкен пережила в студенческие годы.
Песня была выпущена в качестве четвёртого сингла альбома Never Say Never 23 марта 1999 года. Песня «Almost Doesn’t Count» получила положительные отзывы от большинства музыкальных критиков, которые назвали её одним из главных моментов альбома, а также высоко оценили вокальные данные Норвуд. Имея коммерческий успех, песня «Almost Doesn’t Count» попала в двадцатку лучших в Новой Зеландии, Великобритании и в американский Billboard Hot 100. Благодаря ей Норвуд получила третью номинацию на 42-ю ежегодную премию «Грэмми» в категории «Лучшее женское R&B-вокальное исполнение» и была удостоена премии BMI Pop Award в 2000 году.
В клипе на песню «Almost Doesn’t Count», снятом Кевином Брэем в районе Ланкастера, Норвуд изображена незамеченной свадебной гостьей на заднем дворе отеля, расположенного на скоростной трассе, после поломки её автомобиля в пустыне Мохаве. Норвуд исполнила эту песню в телевизионном музыкальном драматическом фильме 1999 года «Двойная платина», снятом Робертом Алланом Акерманом, с Дайаной Росс в главной роли и сама. Она включала песню в сет-лист различных концертов и будущих туров, в том числе Never Say Never World Tour, Human World Tour и Slayana World Tour.

## Отзывы
В своей рецензии на родительский альбом Never Say Never редактор ливанского издания The Daily Star Шахин Чухтай написал: «У Брэнди действительно прекрасный голос, пропитанный сексуальной привлекательностью, и она в хорошей форме на таких треках, как „Almost Doesn’t Count“». Ли Хильдебранд из San Francisco Chronicle назвал песню «призрачной» и добавил: «Брэнди не спешит с балладой, обводя свои тёплые, мелизматические альтовые трубы вокруг их мелодических контуров с женской тонкостью». Стивен Томас Эрлевайн из Allmusic назвал песню одним из главных моментов альбома наряду с «The Boy Is Mine» и «Have You Ever?» Редактор Billboard Чак Тейлор написал, что «лёгкая, чувственная, прямолинейная, пронизанная великолепными гармониями, которые узнаются в одно мгновение, мисс Норвуд предлагает вкусный медленный джем об отпускании любви. Хотя сингл попал в яблочко на мейнстримовом R&B-радио — где он и будет в первую очередь задействован, — топ-40, несомненно, будет ждать, облизываясь».
Лоррейн Али из Rolling Stone была менее впечатлена, назвав "испанскую гитару и колокольчики в «Almost Doesn’t Count […] самым пошлым моментом» на Never Say Never.
Её коллега Роб Шеффилд поставил песню на 67-е место в списке 98 лучших песен 1998 года для Rolling Stone и назвал её «тоскливым плачем, где мисс Норвуд близка к настоящей любви — но, увы, недостаточно близка — под звуки латинской акустической гитары». Music Week назвал песню «сентиментальной балладой» с «типичным для Smooth продюсированием, испанскими гитарами, ленивым грувом и дышащим вокалом Бренди». Издание также посчитало, что песня может иметь коммерческий успех, как и её предыдущие синглы с того же альбома. The Village Voice поставил «Almost Doesn’t Count» на 16-е место в списке синглов Pazz & Jop 1998 года. В 2020 году Лела Олдс из Vibe поставила песню на восьмое место в списке 15 лучших песен Бренди. Одна из самых исполняемых песен года, «Almost Doesn’t Count» была удостоена награды BMI Citations of Achievement на церемонии BMI Pop Awards в 2000 году. Кроме того, песня принесла Норвуд третью номинацию в категории «Лучшее женское R&B-вокальное исполнение» на 42-й ежегодной церемонии вручения премии «Грэмми», хотя она уступила песне Уитни Хьюстон «It’s Not Right but It’s Okay».

## Список треков
| №  | Название                                        | Автор(ы)                | Продюсеры                       | Длительность |
| -- | ----------------------------------------------- | ----------------------- | ------------------------------- | ------------ |
| 1. | «Almost Doesn't Count» (Radio Remix)            | Shelly Peiken Guy Roche | Fred Jerkins III Roche Pull [a] | 3:37         |
| 2. | «Almost Doesn't Count» (Album Version)          | Peiken Roche            | Jerkins Roche                   | 3:39         |
| 3. | «Almost Doesn't Count» (Pull Club Radio Edit)   | Peiken Roche            | Jerkins Roche Pull [a]          | 4:15         |
| 4. | «Almost Doesn't Count» (DJ Premier Remix)       | Peiken Roche            | Jerkins Roche DJ Premier [a]    | 3:47         |
| 5. | «Almost Doesn't Count» (Pull Club Extended Mix) | Peiken Roche            | Jerkins Roche Pull [a]          | 8:21         |

| №  | Название                                        | Автор(ы)                                                                    | Продюсеры                                   | Длительность |
| -- | ----------------------------------------------- | --------------------------------------------------------------------------- | ------------------------------------------- | ------------ |
| 1. | «Almost Doesn't Count» (Album Version)          | Peiken Roche                                                                | Jerkins Roche                               | 3:39         |
| 2. | «Have You Ever?» (Soul Skank Remix)             | Diane Warren                                                                | David Foster Soul Inside Productions 98 [a] | 5:40         |
| 3. | «The Boy Is Mine» (дуэт с Моникой) (Club Remix) | LaShawn Daniels Rodney Jerkins Fred Jerkins III Japhe Tejeda Brandy Norwood | Darkchild Brandy Dallas Austin [a]          | 7:42         |
| 4. | «Almost Doesn't Count» (DJ Premier Remix)       | Peiken Roche                                                                | Jerkins Roche DJ Premier [a]                | 3:47         |
| 5. | «Almost Doesn't Count» (Club Remix)             | Peiken Roche                                                                | Jerkins Roche Pull [a]                      | 4:37         |

| №  | Название                                  | Автор(ы)     | Producer(s)                  | Длительность |
| -- | ----------------------------------------- | ------------ | ---------------------------- | ------------ |
| 1. | «Almost Doesn't Count» (Radio Remix)      | Peiken Roche | Jerkins Roche Pull [a]       | 3:37         |
| 2. | «Almost Doesn't Count» (Album Version)    | Peiken Roche | Jerkins Roche                | 3:39         |
| 3. | «Almost Doesn't Count» (DJ Premier Remix) | Peiken Roche | Jerkins Roche DJ Premier [a] | 3:47         |

| №  | Название                                      | Автор(ы)     | Producer(s)                           | Длительность |
| -- | --------------------------------------------- | ------------ | ------------------------------------- | ------------ |
| 1. | «Almost Doesn't Count» (Pull Club Radio Edit) | Peiken Roche | Jerkins Roche Pull [a]                | 4:15         |
| 2. | «Almost Doesn't Count» (Club Remix)           | Peiken Roche | Jerkins Roche Pull [a]                | 4:37         |
| 3. | «Have You Ever?» (Soul Skank Remix)           | Warren       | Foster Soul Inside Productions 98 [a] | 5:40         |

- ↑  дополнительный продюсер

## Чарты

### Еженедельные чарты
| Чарт (1998—1999)                      | Высшая позиция |
| ------------------------------------- | -------------- |
| Канада (RPM Adult Contemporary)       | 24             |
| Канада (RPM Top Singles)              | 34             |
| Канада CHR/Top 40 (BDS)               | 27             |
| Европа (European Hot 100 Singles)     | 61             |
| Германия (GfK)                        | 88             |
| Новая Зеландия (Recorded Music NZ)    | 13             |
| Шотландия (Scottish Singles Chart)    | 40             |
| Великобритания (UK Singles Chart)     | 15             |
| Великобритания (UK R&B Chart)         | 2              |
| США (Billboard Hot 100)               | 16             |
| США (Billboard Hot R&B/Hip-Hop Songs) | 16             |
| США (Billboard Mainstream Top 40)     | 15             |
| США (Billboard Rhythmic)              | 8              |